# Joint Aviation Unit
Die Joint Aviation Unit (JAU; deutsch Vereinigte Flugeinheit) ist eine teilstreitkraftübergreifende Spezialeinheit der US-Streitkräfte für fliegerische Sondereinsätze. Sie ist Teil des Joint Special Operations Command (JSOC), einem Kommando, das innerhalb des US Special Operations Command (SOCOM) verantwortlich ist für die weltweite Terrorismusbekämpfung, dessen Luftkomponente sie bildet. Die Joint Aviation Unit setzt sich aus Teilen des 160th Special Operations Aviation Regiment (Airborne) (Heeresfliegergeschwader für Sondereinsätze) der US Army und Einheiten des Air Force Special Operations Command (ASFOC) der US Air Force zusammen.

## Auftrag
Die Joint Aviation Unit hat als Luftkomponente des Joint Special Operations Command den Auftrag, Soldaten der Delta Force und der Naval Special Warfare Development Group fliegerisch zu unterstützen. Das umfasst sowohl den Transport, als auch die Luftnahunterstützung (CAS, Close Air Support). Darüber hinaus ist die Staffel auch für die taktische Luftaufklärung zuständig.

## Organisation
Die Joint Aviation Unit ist auf der Pope Air Force Base im US-Bundesstaat North Carolina stationiert, wo auch das Hauptquartier des JSOC liegt, unweit von Fort Bragg, dem Quartier der Delta Force.
Die Organisation der Einheit ist geheim, ebenso wie Mittel, Taktiken und Leistungscharakteristika.

## Ausrüstung

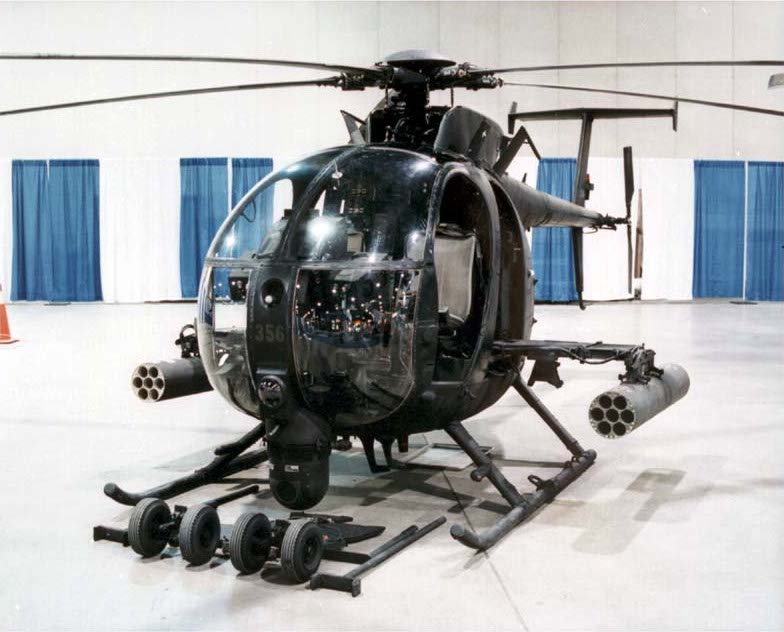
MH-6 Little Bird

Als Luftkomponente des JSOC verfügt die Einheit über alle Ausrüstungsgegenstände und Fluggerät, das für die Spezialmissionen des JSOC erforderlich ist. Zum Arsenal gehören AH-6H/J Little Birds, MH-60L Black Hawks in den Versionen D (Transport) und K (Feuerunterstützung) und MH-47 Chinooks. Außerdem verfügt sie auch über speziell modifizierte zivile Geschäfts- und Sportflugzeuge für verdeckte Operationen. Ebenso hat sie bei Bedarf Zugriff auf Kampfhubschrauber vom Typ Hughes AH-64 Apache. Darüber hinaus ist sie für die Aufklärung mit diversen Drohnen ausgerüstet.

## Geschichte
Die Einheit wurde 1980 nach der Gründung des JSOC aufgestellt.
Über die konkrete Einsatzgeschichte ist wegen der Geheimhaltung wenig bekannt, aber man kann davon ausgehen, dass seit Bestehen des JSOC die Einheit immer dann beteiligt war, wenn Delta-Force-Kräfte Luftunterstützung benötigten.
Die Einheit stellte die Luftkomponente der JSOC-Gruppierungen Task Force 121, Task Force 6-26 und Task Force 145.